# Eckard Hauser

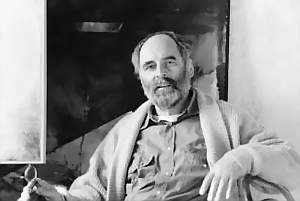
Eckard Hauser (1991)

Eckard Hauser (* 5. Oktober 1940 in Stuttgart) ist ein deutscher Künstler. Sein Hauptwerk besteht in der Malerei und der Architektur, vorwiegend Kunst in der Architektur (Kunst am Bau).

## Biografie
Hauser wurde als Sohn des Werbefachmanns Alfred Hauser († 1973) und dessen Frau Elisabeth Hauser, geborene Huber, geboren. Mit Beginn des Zweiten Weltkriegs diente sein Vater als Offizier. Im Jahr 1944 wurde Eckard Hauser evakuiert und verbrachte seine ersten Schuljahre in Gögglingen, ein Jahr später dann in Ulm. Im Jahr 1948 kehrte sein Vater aus französischer Gefangenschaft heim und holte seinen Sohn zur Familie nach Stuttgart. Dort besuchte dieser ein Jahr später die Grundschule und das Gymnasium. Nach dem Schulabschluss im Jahr 1954 absolvierte er eine dreijährige Lehre als Schaufensterdekorateur. Zwei Jahre später hinterließen erste Filme von Picasso „Le mystère Picasso“ und Henri Matisses „Jazz“ großen Eindruck bei ihm. Im Jahr 1957 bestand er die Aufnahmeprüfung an der Staatlichen Akademie der Bildenden Künste Stuttgart. Ein Jahr später besuchte er eine Grundklasse bei Hannes Neuner und im Jahr 1959 die Malklasse von Heinrich Wildemann. Im Jahr 1963 schloss er das Kunststudium ab.
Hauser unternahm regelmäßige Reisen nach München, wohin er später umsiedelte. Er heiratete Gudrun Freitag und bekam mit ihr zwei Söhne. Er absolvierte ein Praktikum als Bühnenbildner an den Kammerspielen München und begegnete bei einer Ausstellung im Foyer des Theaters Jean Anouilh. Im Jahr 1966 ging er eine Partnerschaft mit dem Architekten Josef Karg beim Architekturbüro Karg et Partner in München ein.
Während einer Reise nach Südfrankreich im Jahr 1970 besuchte er das Atelier von Paul Cezanne. Im Zuge der Olympischen Sommerspiele 1972 in München war er an der Planung und künstlerischen Gestaltung des Kirchenzentrums im Olympischen Dorf beteiligt. Ab 1974 war er selbständig als Maler, Architekt und Designer tätig.
Im Jahr 1991 heiratete er Yvette Buchner und zog nach Inchenhofen. Im Frühjahr 1993 zog er mit seiner neuen Lebensgefährtin Frauke Weissang nach Italien, wo er ein Landhaus in der Nähe von Urbino erworben hatte. Die ersten Marmorstaubbilder entstanden. In den Jahren in Italien war seine Kunst von natürlichen Materialien und der wunderschönen Hügellandschaft des Montefeltro, sowie der Weltkulturerbe Stadt Urbino, Geburtsort Raffaels, inspiriert. Im Jahr 2002 siedelte er nach Potsdam um. In Berlin unterhielt er ein eigenes Atelier. Er unternahm eine Studienreise nach Palma und besuchte das Atelier und Museum Joan Miró. Er fertigte Serien von Monotypien, Collagen, Tuschezeichnungen, Aquarellen und Kohlezeichnungen. Eine weitere Studienreise führte ihn nach Andalusien, wo er das Museum Pablo Picasso Málaga, Catedral y Giralda Sevilla, Alhambra Granada und Mezquita-Catedral Córdoba besuchte. Später heiratete er Maria Claudia Lattanzio. Im Jahr 2010 erschien sein autobiographisches Werk „Mensch-Kunst-Leben“ zur Ausstellung „Drei Stationen seines Lebens“ bei der pro arte Kunststiftung Ulm Galerie im Kornhauskeller Ulm.

## Ausstellungen
- 1979 Ausstellung in der Galerie 79, München „Gesteinsdatierung 79“
- 1980 Ausstellung bei Knoll international München, Stuttgart, Düsseldorf und Hamburg mit Horst Kuhnert
- Ausstellung in der Galerie Peters, Lübeck
- Ausstellung in der Galerie Interstudio, Wittmund
- 1981 Ausstellung in der Linea-Galerie, Ross-wag „Sinneswahrnehmung der Pflanzen“
- 1984 Gedächtnisausstellung: „Wildemann und seine Schüler“ an der Staatl. Akademie der Bild. Künste Stuttgart
- Erste Retrospektive in München
- Bildhauersymposium der Fa. Merck Holzbau mit Ausstellung im Stadtraum Aichach „Bewegung der 18 Bürgerinitiativen“ Begegnung u. a. mit A. Hoefelmayr, 0. Wende, J. Bahls, WTA Regensburger, J. Sendler, und T. Wimmer
- 1994 Ausstellung bei Zee, Bahls & Partner, München
- 1995 Ausstellung im Museum Reich der Kristalle, München
- Ausstellung bei Designfunktion, München mit Katalog „interventi“
- 1998/99 Ausstellung Stadtmuseum im Übelacker Häusl, München Papierarbeiten „emozioni“ und „mia mano“ Kurator Dr. Ingo Glass, Kulturreferat
- 2000 Ausstellung in der Kunst-Raum-Akademie Weingarten, Tagungshaus der Diözese Rottenburg-Stuttgart
- 2001 Organisation und Beteiligung einer Ausstellung mit 7 deutschen und 7 italienischen Künstlern im Instituto di Botanico der Universita degli Studi Urbino, Katalog „Geografie delle differenza“
- Große Schwäbische Kunstausstellung Kulturforum Abraxas/BBK, Augsburg
- 2003 Ausstellungsbeteiligung „Zeitgenössische“ Kunst in Berlin
- 2003 Ausstellung mit Sohn Tobias „bianco et nero“ bei Hinds & Schlecht, Berlin
- Ausstellung Max-Planck-Institut Berlin für Bildungsforschung „10 Jahre Werkschau“
- Ausstellung Galerie Ruhnke, Potsdam
- Ausstellung Provincia di Ancona Assessorato alla Cultura Italia "Artistici Stranieri nelle Marche"
- 2005 Ausstellung L’Association Eurocultureen Corbieres France
- 2006 Ausstellung Kulturforum Diessen, a. A. Einführung W. Weber Kunstraub von 7 Arbeiten mit Rahmen
- 2007 Ausstellung in der Kanzlei Graf von Westphalen, Hamburg, Einführung Dr. Katrin Schlecht, Berlin
- 2009 Ausstellung Neue Galerie Landkreis Teltow Fläming mit Michael Auth

## Kunst am Bau (Auswahl)
- 1972 Olympiakirche München
- 1974 Schulzentrum Ingolstadt

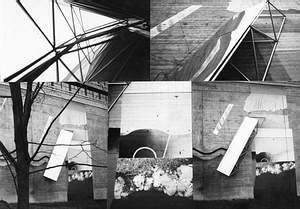
Pädagogische Hochschule Esslingen 1978

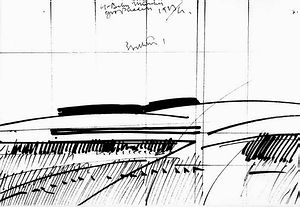
Endstation U-Bahnhof Klinikum Großhadern 1992/93

- Künstlerische Gestaltung am Schulzentrum Ruhmannsfelden mit Architekt Erich Gruber, Straubing
- 1975 Wandbild Pflegeheim Sonnenberg / Hochbauamt, Stuttgart
- Schulzentrum Stefanskirchen
- 1977 Berufsschulzentrum Waiblingen, Architekt Ostertag, Wettbewerb und Ausführung, Malerei der Treppenhaustürme „Geometrische Form im natürlichen Umfeld“
- 1978 Pädagogische Hochschule Esslingen / Universitätsbauamt, Wettbewerb und Ausführung, Fassadengestaltung der Aula
- Kraftfahrzeug-Zulassungsstelle München
- Bezirksbetriebsstelle HA-Gartenbau München
- 1980/81 Bildungszentrum West und Hochbauamt Ludwigsburg, Architekt Günter Behnisch, Wettbewerb und Ausführung der Gestaltung Grundschule, Realschule und Gymnasium mit dem Thema „Holz, Stein und Metall“
- 1983 Universitäts-Zahnklinik Regensburg und Universitäts-Bauamt Regensburg, Architekt Erwin Heinle und Robert Wischer, Wettbewerb und Teilauftrag, räumliches Spiegelobjekt im Wartebereich; Begegnung mit Architekt Boresch und Otmar Alt
- 1985 Finanzamt Dachau, Architekt W. Maurer, Wettbewerb und Ausführung
  - a) Vorplatzgestaltung mit Sonnenuhr
  - b) Eingangshalle mit Bodenornament
  - c) Raumumgreifendes Mobile
- Schwabenzentrum Stuttgart, Wandbild Eingangshalle
- 1986 Amtsgericht Cham und Landbauamt Regensburg, Wettbewerb und Ausführung eines Wandbildes im Wartebereich
- 1987 Universitäts-Nervenklinik München
- Bayerischer Landtag München / Universitätsbauamt München, Wandbild Restaurant im Maximilianeum
- 1988 Evangelische Kirche Rain am Lech, Architekt Hueges, München, Sakrale Gestaltung des Kirchenraums
- Verwaltungsgebäude der Stadt Aichach, Gestaltung des Sitzungssaals
- Sonderschule Aichach
- 1989 Elektroinnung München
- 1990 Brotmuseum Ulm/Donau, Architekt Paolo Nestler, München, Präsentation der Exponate mit dem Thema „Brot“ mit J. Bahls
- Berufsschulzentrum Augsburg, Architekt Stancel & Stancel, Augsburg, Wettbewerb und Ausführung, Eingangs- und Pausenhalle, Wandmalerei mit dem Thema „Wolkenbilder“
- Autobahnraststätte Passau
- Stadtsparkasse München im Tal, Architekt Paolo Nestler, München, Sitzungssaal und Konferenzraum, Gestaltung der Deckenkonstruktion „Licht und Farbe“
- Autobahnraststätte Passau, Eingangshalle, Relief mit Plexiglas „Stadtbild Passau“
- 1992/93 U-Bahnhof Klinikum Großhadern und U-Bahn Referat München, Architekt Paolo Nestler, Entwurf und Realisierung in Emaille 2 × 120,0m × 5,0 m Wandfläche
- 2000 Universita degli Studi di Urbino
- 2001 Spazi Ritrovati Trasani-Urbino